# Чарлз Діллон Перрайн
Чарлз Діллон Перрайн (англ. Charles Dillon Perrine; 28 липня 1867 — 21 червня 1951) — американо-аргентинський астроном.

## Біографія
Народився в Стенбенвіллі (штат Огайо, США), в 1893—1909 працював у Лікській обсерваторії, в 1909—1936 — директор Аргентинської національної обсерваторії в Кордові.
Основні праці в області спостережної астрономії. Виконав багато спостережень комет. Протягом 1895—1902 відкрив 9 нових комет, зокрема, комету 18D/Перрайна—Мркоса і першим поспостерігав появу трьох відомих періодичних комет. Під час повернення періодичної комети Галлея в 1910 отримав велику серію фотографій комети і провів детальні вимірювання її положення і яскравості. У 1904 відкрив на фотографіях, отриманих з Крослеївського рефлектора, шостий супутник Юпітера, нині відомий як Гімалія, а в 1905 — сьомий супутник, названий Елара. Виявив розширення світної області у міжзоряній хмарі навколо Нової Персея 1901 при проходженні світлової хвилі через хмару після спалаху. Отримав перші оцінки кількості спіральних туманностей і показав, що воно дуже велике. У 1901 очолював експедицію Лікської обсерваторії на острів Суматра для спостереження повного сонячного затемнення, а в 1914 брав участь в аналогічній експедиції в Крим.
Премія Ж.Ж.Ф.Лаланда Паризької АН (1897).
На його честь названо кратер на Місяці і астероїд 6779 Перрайн.